# Hålta distrikt
Hålta distrikt är ett distrikt i Kungälvs kommun och Västra Götalands län. 
Distriktet ligger väster om Kungälv. 

## Tidigare administrativ tillhörighet
Distriktet inrättades 2016 och utgörs av socknen Hålta i Kungälvs kommun.
Området motsvarar den omfattning Hålta församling hade vid årsskiftet 1999/2000.